# Praia da Piscina
A Praia da Piscina é uma praia do Arquipélago de São Tomé e Príncipe, localiza-se a Sul da ilha de São Tomé entre a Praia Jalé e a Ponta do Homem da Capa e próxima ao Ilhéu das Rolas.